# Aplysina fistularis
Espèce
L’Éponge tuyau d'orgue (Aplysina fistularis) est une espèce d'éponge de la famille des Aplysinidés.